# Día Internacional del Libro Infantil y Juvenil
El Día Internacional del Libro Infantil y Juvenil (en inglés International Children's Book Day - ICBD) es un evento anual promovido por la organización sin ánimo de lucro Organización Internacional para el Libro Juvenil (IBBY).
En 1966, la escritora y periodista alemana, fundadora de IBBY, Jella Pichi, propuso que el 2 de abril de cada año se celebrara el Día Internacional del Libro Infantil y Juvenil, en conmemoración al nacimiento del escritor danés de literatura para niños, Hans Christian Andersen. La primera celebración se hizo el 2 de abril de 1967 y Lepman estuvo a cargo del discurso de inauguración del evento.

## Actividades
Las actividades que se realizan este día alrededor del mundo incluyen concursos de escritura, anuncios de libros premiados y eventos con autores y autoras de literatura infantil..
Cada año una Sección Nacional del IBBY tiene la oportunidad de organizar el ICBD. Decide el tema e invita a un autor o autora significativo del país a escribir un mensaje a los niños y niñas del mundo y a un reconocido ilustrador a diseñar un póster. Estos materiales se emplean de diferentes maneras en la promoción de los libros y la lectura.
Muchas secciones del IBBY promueven el Día Internacional del Libro infantil a través de los medios y organizan actividades en colegios y bibliotecas públicas.